# Stenyklaros
Stenyklaros (altgriechisch Στενύκλαρος, Στενύκληρος) war eine antike griechische Stadt und eine Ebene im Norden von Messenien. Die Ebene befand sich am Fluss Pamisos, die genaue Lage der Stadt ist jedoch nicht bekannt. Verschiedene Identifizierungsversuche wurden gemacht.